# Veljko Petrović

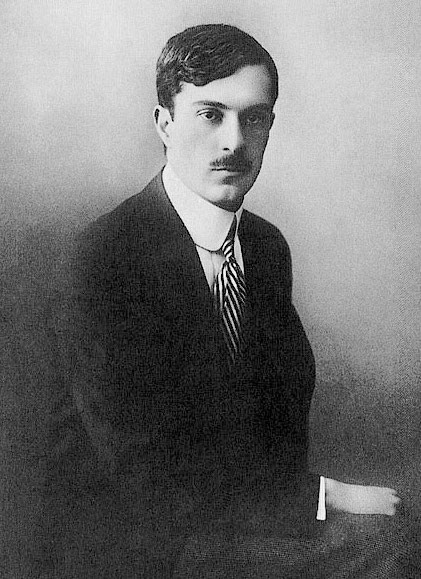
Veljko Petrović c. 1905

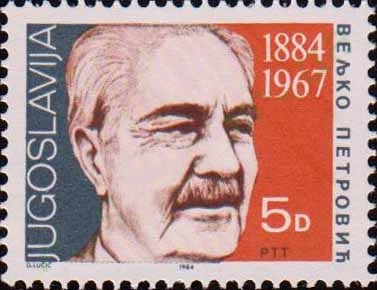

Veljko Petrović, serbisch-kyrillisch Вељко Петровић (* 23. Januarjul. / 4. Februar 1884greg. in Sombor, Vojvodina; † 27. Juli 1967 in Belgrad) war ein jugoslawischer Schriftsteller.

## Leben
Petrović besuchte das Gymnasium in seiner Heimatstadt und studierte anschließend in Budapest Rechtswissenschaften bis zu seinem Abschluss 1906. Dann arbeitete er als Journalist bei verschiedenen Zeitschriften (Srbroban in Zagreb, Sloboda in Sremska Mitrovica, Srpska riječ in Sarajevo). 1912 emigrierte er aus Österreich-Ungarn nach Serbien, wo er wieder journalistisch tätig war und sich propagandistisch während des Ersten Weltkrieges für Serbien betätigte. Gleich nach dem Krieg erhielt er kulturpolitische Posten im neuen jugoslawischen Staat. Er war lange Zeit im Kulturministerium in Belgrad tätig. 1936 wurde er Mitglied der Serbischen Akademie und war langjähriger Direktor des Belgrader Nationalmuseums.

## Werke
Petrović begann mit journalistischen Arbeiten und Gedichten, ehe er sich der Erzählung zuwandte, die den Hauptteil seines schriftstellerischen Schaffens ausmacht. Als Angehöriger der serbischen Moderne änderte er auch später, nach dem Zweiten Weltkrieg, seinen Stil nicht. Seine Themen sind der Existenzkampf der kleinen Leute in der Vojvodina, sein Stil ist bewusst einfach und betont patriotisch. Petrovićs Werk ist recht umfangreich, es umfasst über 100 Erzählungen, zahlreiche Gedichtsammlungen und Essaybände. Es gibt so gut wie keine Übersetzungen ins Deutsche.
- Rodoljubive pesme, Gedichte 1911
- Bunja i drugi iz Ravangrada, Erzählungen 1920
- Pomerene svesti, Erzählungen 1921
- Pripovetke 1-11, Erzählungen 1925–1936
- Prepelica u ruci i druge slične pripovetke, Erzählungen 1948